# Geneickener Straße 52 (Mönchengladbach)

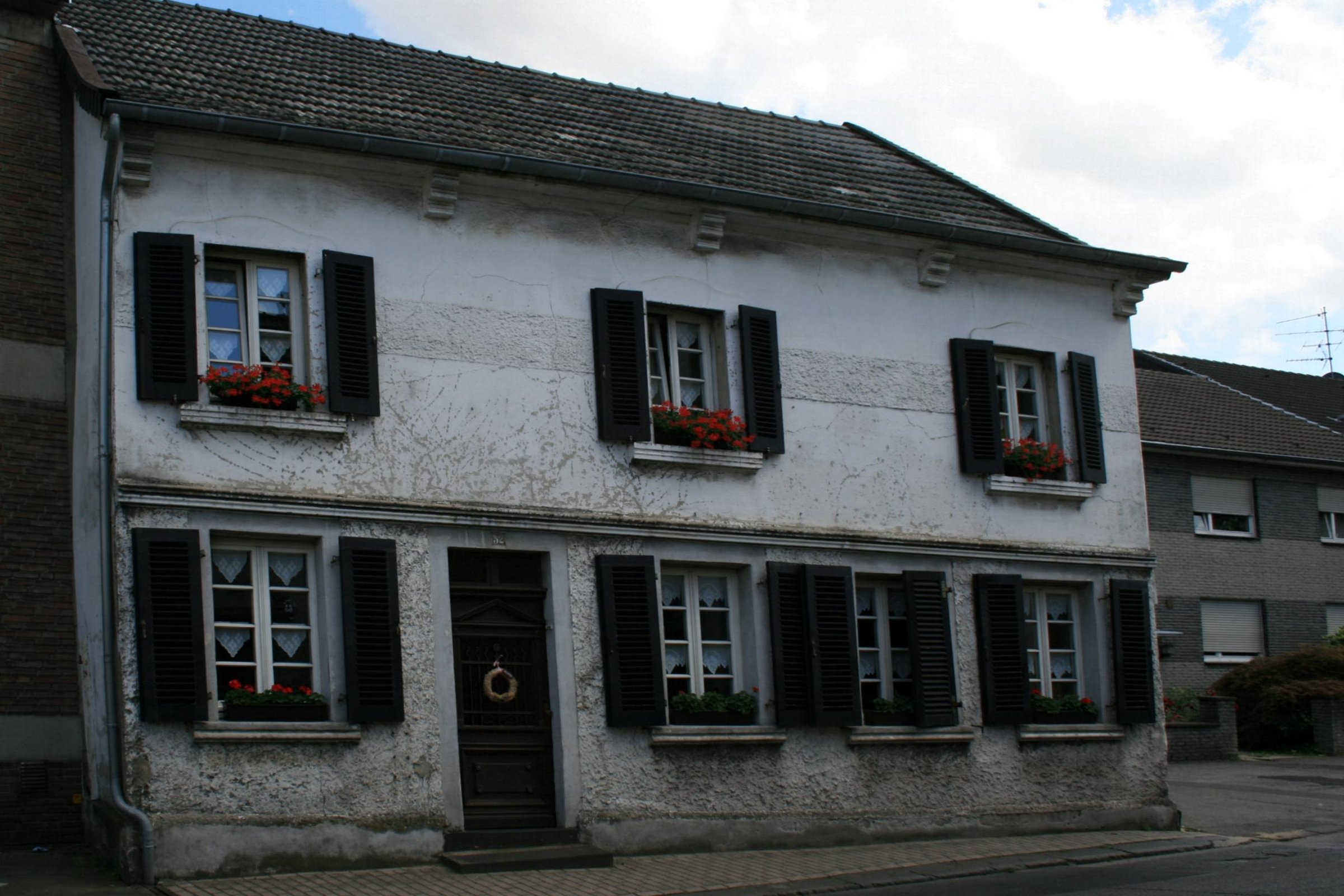
Wohnhaus (2010)

Das Wohnhaus Geneickener Straße 52 steht im Stadtteil Bonnenbroich-Geneicken in Mönchengladbach (Nordrhein-Westfalen).
Das Gebäude wurde im 18. Jahrhundert erbaut. Es ist unter Nr. G 040 am 14. September 1993 in die Denkmalliste der Stadt Mönchengladbach eingetragen worden.

## Lage
Das Objekt liegt im südwestlichen Teil der  Geneickener Straße in einem städtebaulichen Umfeld, dessen ländlicher Charakter bis heute ablesbar ist.

## Architektur
Das traufständige, zweigeschossige, unregelmäßig mehrachsige Fachwerkhaus aus dem 18. Jahrhundert steht unter einem Satteldach. Die weitständige Ständer-Riegelkonstruktion mit liegenden Gefachen und Streben zur Aussteifung.